# Maria Gomes Valentim
Maria Gomes Valentim (Carangola, 1896. július 9. – Carangola, 2011. június 21.) halála előtt egy hónapig ő volt a világ legidősebb élő embere. Férje és fia nem, viszont 4 dédunokája, 7 ükunokája és 5 ük-ükunokája túlélte az élete végén tolószékbe kényszerülő Mariát.